# Уткин, Сергей Алексеевич
Сергей Алексеевич Уткин (1907—1962) — советский хозяйственный, государственный и политический деятель.

## Биография
Родился в 1907 году в Кашинском уезде. Член ВКП(б) с 1929 года.
С 1929 года — на хозяйственной, общественной и политической работе. В 1929—1937 гг. — секретарь комитета ВЛКСМ завода «Севкабель», завода «Красный гвоздильщик», Ижорского завода города Ленинграда, заместитель заведующего Организационным отделом Ленинградского городского комитета ВЛКСМ, 1-й секретарь Василеостровского районного комитета ВЛКСМ, 2-й, 1-й секретарь Ленинградского областного комитета ВЛКСМ, секретарь ЦК ВЛКСМ.
Избирался депутатом Верховного Совета СССР 1-го созыва.
Арестован в 1937 году, освобождён, вновь арестован в 1938 году, осуждён к 8-ми годам лишения свободы, в 1944—1955 годах в ссылке на поселении.
Умер в 1962 году.